# Bettongia
Genre
Bettongia est un genre de petits marsupiaux bruns qui comprend des Rats-kangourous à nez court.

## Liste des espèces
Selon Mammal Species of the World (version 3, 2005)  (6 juin 2025), NCBI (6 juin 2025) et ITIS (6 juin 2025) :
- †Bettongia anhydra (Finlayson), 1957
- Bettongia campestris (Gould), 1843
- Bettongia gaimardi (Desmarest, 1822)
  - Bettongia gaimardi cuniculus (Ogilby), 1838
  - Bettongia gaimardi gaimardi (Desmarest), 1822
- Bettongia lesueur (Quoy & Gaimard), 1824
- Bettongia penicillata (Gray), 1837
  - Bettongia penicillata ogilbyi (Waterhouse), 1841
  - Bettongia penicillata penicillata (Gray), 1837
- †Bettongia pusilla (McNamara), 1997
- Bettongia rufescens (Gray), 1837
- Bettongia tropica (Wakefield), 1967 - Bettong du nord